# Clusia

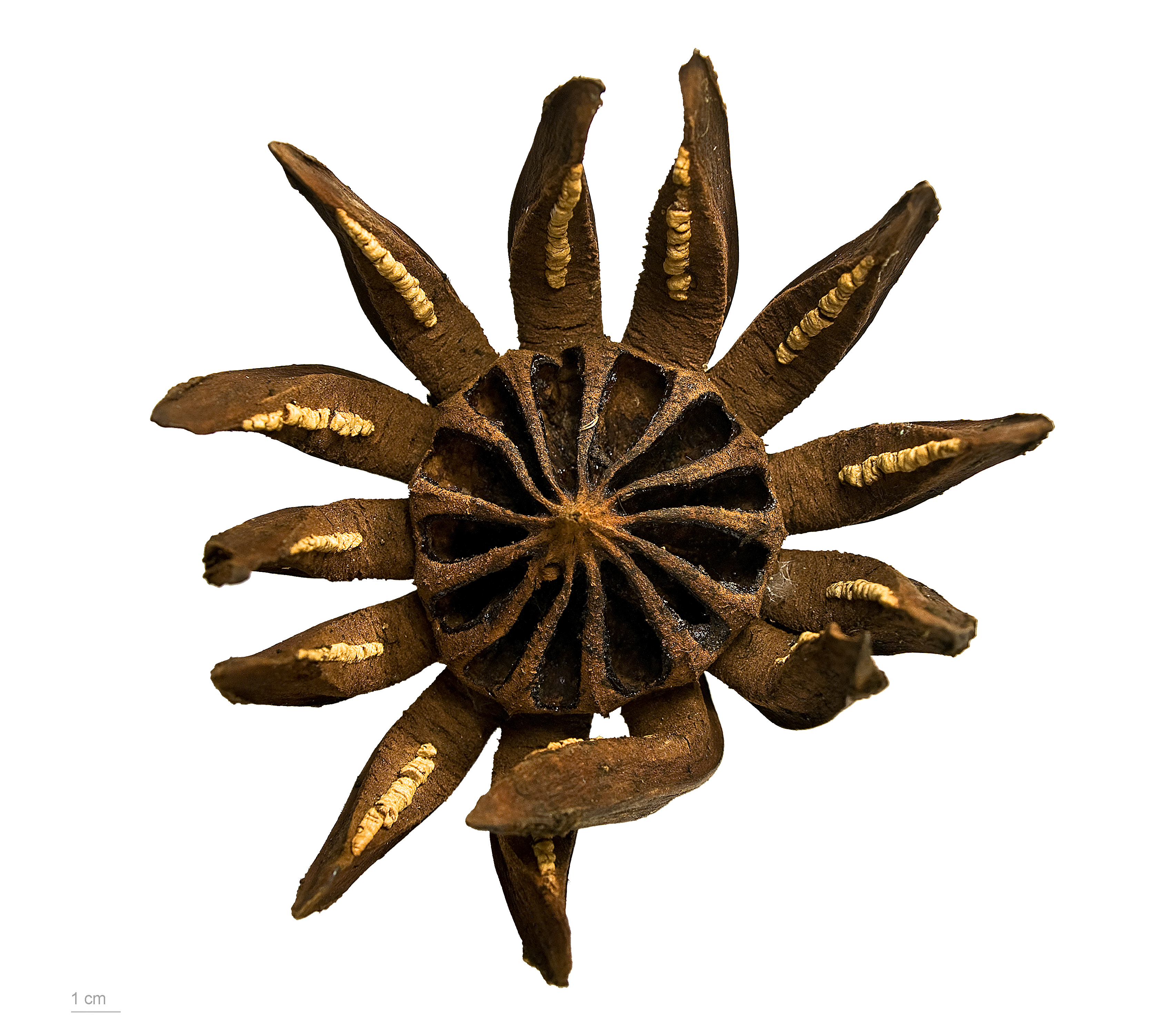
Clusia grandiflora

Clusia es el género tipo de la familia Clusiaceae. Son originarias de la América tropical y subtropical. Comprende 408 especies descritas y de estas, solo 306 aceptadas.

## Descripción
Sus especies son arbustos, vides y árboles pequeños y medianos de hasta 20 m de altura, con follaje perennifolio. 
Algunas especies germinan como epifitas, desarrollan luego largas raíces que bajan hasta la tierra y finalmente estrangulan y matan al árbol anfitrión, de forma parecida a los banianos.
Las hojas son opuestas, de 5-20 cm de largo y 5-10 cm de ancho, con textura coriácea y un margen completo. Las flores son blancas, blanco verdosas, amarillas o rojas, con 4-9 pétalos. La fruta es una cápsula valvada corácea marrón verdosa que se abre para liberar varias semillas rojas de cubierta carnosa.

## Taxonomía
El género fue descrito por Carlos Linneo y publicado en Species Plantarum 1: 509. 1753. La especie tipo es: Clusia major
Etimología
Clusia: nombre genérico otorgado en honor del botánico Carolus Clusius.

## Algunas de las especies
| - Clusia amazonica - Clusia belizensis Standl. - Clusia brittonii - Clusia carinata Engl. - Clusia clusioides - Clusia cooperi Standl. - Clusia croatii D'Arcy - Clusia criuva Cambess. - Clusia cylindrica Hammel - Clusia flava Jacq. - Clusia fructiangusta Cuatrec. - Clusia gracilis Standl. - Clusia guatemalensis Hemsl. - Clusia gundlachii - Clusia guttifera - Clusia leprantha - Clusia major - Clusia minor L. - Clusia multiflora Kunth - Clusia palmicida Rich. - Clusia penduliflora Engl. - Clusia orthoneura Standl. - Clusia quadrangula Bartlett - Clusia stenophylla Standl. - Clusia torresii Standl. - Clusia uvitana Pittier - Clusia valerioi Standl. |

## Sinonimia
Los siguientes nombres son sinónimos del género Clusia:
- Androstylium Miq.
- Cochlanthera Choisy
- Decaphalangium Melch.
- Havetia Kunth
- Havetiopsis Planch. & Triana
- Oedematopus Planch. & Triana
- Oxystemon Planch. & Triana
- Pilosperma Planch. & Triana
- Quapoya Aubl.
- Renggeria Meisn.
- Rengifa Poepp. & Endl.